# Elecciones en Irlanda
Las elecciones en Irlanda se realizan cada cinco años -a no ser que se convoquen unas elecciones anticipadas- y se producen bajo un complejo sistema electoral consistente en la representación proporcional mediante voto transferible.
El votante recibe una papeleta con la lista de candidatos, enumerados por orden alfabético, en la que debe señalar la casilla de su favorito con el número '1', pero, si lo desea, puede designar a un segundo candidato con el número '2' y así sucesivamente, de manera que su voto podrá ser utilizado, según las normas de transferencias, tantas veces como sea necesario.
Habitualmente los partidos ecologistas y el Sinn Féin son los grandes beneficiados del complejo sistema electoral irlandés, ya que, en teoría, los partidarios a los dos grandes bloques (el Fianna Fáil y el Fine Gael) no suelen dar sus segundas preferencias a los candidatos rivales, sino a los de las formaciones periféricas.
La jornada electoral suele caer un viernes, comenzando el recuento de los sufragios al día siguiente por la mañana. Los primeros resultados suelen darse a conocer a partir del sábado.

## Elegibilidad para el voto
Los residentes del estado que son ciudadanos irlandeses o ciudadanos británicos pueden votar en las elecciones al parlamento nacional. Los residentes que son ciudadanos de cualquier estado de la Unión Europea pueden votar en las elecciones del Parlamento Europeo, mientras que cualquier residente, independientemente de su ciudadanía, puede votar en las elecciones locales.
El derecho de los expatriados irlandeses a votar está fuertemente restringido. Solo los miembros de las fuerzas armadas y el personal diplomático en el extranjero pueden votar en las elecciones de la cámara baja del Parlamento, mientras que solo los expatriados graduados de la Universidad Nacional de Irlanda o del Trinity College de Dublín pueden votar en las elecciones del a la cámara alta del Parlamento a los distritos universitarios. Sin embargo, en marzo de 2017, el Gobierno irlandés anunció que se celebraría un referéndum para enmendar la Constitución y permitir que los ciudadanos irlandeses expatriados voten en las elecciones presidenciales.
El derecho al voto se basa en la ciudadanía:
| Resident citizens                       | Elecciones locales | Elecciones al Parlamento Europeo | Elecciones a la cámara baja del Parlamento | Elecciones presidenciales | Referéndums |
| --------------------------------------- | ------------------ | -------------------------------- | ------------------------------------------ | ------------------------- | ----------- |
| Ciudadanos irlandeses                   | Yes                | Yes                              | Yes                                        | Yes                       | Yes         |
| Ciudadanos británicos                   | Yes                | Yes                              | Yes                                        | No                        | No          |
| Ciudadanos de la Unión Europea          | Yes                | Yes                              | No                                         | No                        | No          |
| Ciudadanos de fuera de la Unión Europea | Yes                | No                               | No                                         | No                        | No          |

## Voto anticipado
El personal militar, ya sea que esté sirviendo en el país o en el extranjero, vote por boleta postal. Estos votos son entregados por un servicio de mensajería, generalmente comercial, pero se utiliza un correo militar para las votaciones emitidas por las tropas irlandesas en Líbano y Siria. Los votantes que viven en islas frente a la costa oeste en Galway, Mayo y Donegal votaban tradicionalmente 2 o 3 días antes del día de la votación, pero en 2014 este diferencia de tiempo se redujo, cuando votaron solo un día antes.

## Elecciones generales
Según la Constitución, el término de la cámara baja del Parlamento es un máximo de 7 años; La ley estatutaria, actualmente la Ley Electoral de 1992, establece un máximo inferior de 5 años. Las elecciones son por voto único transferible (STV, por sus siglas en inglés), con cada distrito electoral siendo representado con entre 3 y 5 diputados, cada uno llamado Teachta Dála o TD. Desde 1981, los distritos electorales han sido rediseñados por una comisión constitutiva independiente después de cada censo.

## Elecciones al Parlamento Europeo
Las elecciones al Parlamento Europeo se celebran simultáneamente en toda Europa cada cinco años. En Irlanda, al igual que en las elecciones a la cámara baja del Parlamento, el voto único transferible se usa en circunscripciones que tienen entre 3 y 5 representantes.

## Elecciones locales
Las elecciones locales se celebran el mismo día que las elecciones al Parlamento Europeo. Las áreas electorales locales (LEA) son representadas por entre 6 y 10 concejales por voto único transferible. Hasta la Ley de Reforma de los Gobiernos Locales de 2014 , se eligieron en paralelo consejos de condado y ayuntamientos/municipios separados . La ley de 2014 reemplazó a los concejos municipales y municipales con consejos municipales de distrito que comprenden a los concejales de condado de las áreas electorales locales que coinciden con el distrito.
Algunos miembros de la Údarás na Gaeltachta fueron elegidos directamente por los residentes de Gaeltacht entre 1980 y 2012, pero desde entonces todos han sido nombrados por el gobierno.

## Elecciones presidenciales
El presidente de Irlanda es elegido formalmente por los ciudadanos irlandeses una vez cada 7 años, excepto en el caso de una vacancia prematura, caso en que una elección debe realizarse dentro de los 60 días siguientes. El presidente es elegido directamente por votación secreta bajo el sistema de la votación de segunda vuelta instantánea (aunque la Constitución lo describe como el sistema de representación proporcional por medio del voto único transferible). Si bien los ciudadanos irlandeses y británicos residentes en el Estado pueden votar en las elecciones a la Cámara Baja, solo los ciudadanos irlandeses, que deben tener al menos 18 años de edad, pueden votar en la elección del presidente. La presidencia está abierta a todos los ciudadanos del estado que tengan al menos 35 años. Un candidato debe, sin embargo, ser nominado por uno de los siguientes:
- Veinte miembros del Parlamento (de la Cámara Baja o la Cámara Alta).
- Cuatro autoridades locales.
- Ellos mismos (en el caso de un presidente en funciones o expresidente que ha servido solo un término).

Cuando solo se nomina un candidato, ese candidato se declara electo sin una boleta electoral. Nadie puede ser presidente por más de 2 períodos.